# IC 1330
IC 1330 је спирална галаксија у сазвјежђу Водолија која се налази на листи објеката дубоког неба у Индекс каталогу.
Деклинација објекта је - 14° 1' 22" а ректасцензија 20h 46m 14,8s. Привидна величина (магнитуда) објекта IC 1330 износи 14,1 а фотографска магнитуда 14,8. Налази се на удаљености од 103,507 милиона парсека од Сунца. IC 1330 је још познат и под ознакама MCG -2-53-2, IRAS 20434-1412, PGC 65345.